# Chiusura (topologia)
In matematica, la chiusura di un insieme {\displaystyle S} consiste dei punti di aderenza di {\displaystyle S}, ripartiti in punti di accumulazione e punti isolati; intuitivamente, la chiusura è composta dai punti "vicini" a {\displaystyle S}. Un punto che si trova nella chiusura di {\displaystyle S} è un punto di chiusura di {\displaystyle S}. La nozione di chiusura è in un certo senso duale alla nozione di parte interna.

## Definizioni

### Punto di chiusura
Per{\displaystyle S} sottoinsieme di uno spazio euclideo, {\displaystyle x} è un punto di chiusura di {\displaystyle S} se ogni sfera aperta centrata su {\displaystyle x} contiene almeno un punto di {\displaystyle S} (questo punto può essere {\displaystyle x} stesso).
Questa definizione si generalizza a ogni sottoinsieme {\displaystyle S} di uno spazio metrico {\displaystyle X}. Espressa per intero, dato {\displaystyle X} spazio metrico con metrica {\displaystyle d}, {\displaystyle x} è un punto di chiusura di {\displaystyle S} se per ogni {\displaystyle r>0,} esiste un {\displaystyle y} in {\displaystyle S} tale che la distanza {\displaystyle d(x,y)<r} (ancora, possiamo avere {\displaystyle x=y}). Un altro modo per esprimere questo è dire che {\displaystyle x} è un punto di chiusura di {\displaystyle S} se la distanza {\displaystyle d(x,S):=\inf\{d(x,s):s\in S\}=0.}
Questa definizione si generalizza agli spazi topologici sostituendo "sfera aperta" con "intorno". Sia {\displaystyle S} un sottoinsieme di uno spazio topologico {\displaystyle X}. Allora {\displaystyle x} è un punto di chiusura di {\displaystyle S} se ogni intorno di {\displaystyle x} contiene un punto di {\displaystyle S}. Si noti che questa definizione non dipende dal fatto che gli intorni siano aperti oppure no.

### Punto di accumulazione
La definizione di punto di chiusura è strettamente legata alla definizione di punto di accumulazione. La differenza fra le due definizioni è sottile ma importante: nella definizione di punto di accumulazione, ogni intorno del punto {\displaystyle x} in questione deve contenere almeno un punto dell'insieme {\displaystyle S} diverso da {\displaystyle x} stesso.
Quindi ogni punto di accumulazione è un punto di chiusura, ma non tutti i punti di chiusura sono punti di accumulazione. Un punto di chiusura che non è un punto di accumulazione è un punto isolato. In altre parole, un punto {\displaystyle x} è un punto isolato di {\displaystyle S} se è un elemento di {\displaystyle S} e se esiste un intorno di {\displaystyle x} che non contiene alcun altro punto di {\displaystyle S} diverso da {\displaystyle x} stesso.
Per un dato insieme {\displaystyle S} e un punto {\displaystyle x}, {\displaystyle x} è un punto di chiusura di {\displaystyle S} se e solo se {\displaystyle x} è un elemento di {\displaystyle S} o {\displaystyle x} è un punto di accumulazione di {\displaystyle S}.

### Chiusura di un insieme
La chiusura di un insieme {\displaystyle S} è l'insieme di tutti i punti di chiusura di {\displaystyle S}. La chiusura di {\displaystyle S} è indicata con {\displaystyle {\overline {S}}}, {\displaystyle \mathrm {cl} (S)}, {\displaystyle \mathrm {Cl} (S)}, o {\displaystyle S^{-}}. La chiusura di un insieme ha le proprietà seguenti.
- {\displaystyle \mathrm {cl} (S)} è un insieme chiuso e contiene {\displaystyle S}.
- {\displaystyle \mathrm {cl} (S)} è l'intersezione di tutti gli insiemi chiusi che contengono {\displaystyle S}.
- {\displaystyle \mathrm {cl} (S)} è il più piccolo insieme chiuso contenente {\displaystyle S}.
- Un insieme {\displaystyle S} è chiuso se e solo se {\displaystyle S=\mathrm {cl} (S).}
- Se {\displaystyle S} è un sottoinsieme di {\displaystyle T}, allora {\displaystyle cl(S)} è un sottoinsieme di {\displaystyle \mathrm {cl} (T).}
- Se {\displaystyle A} è un insieme chiuso, allora {\displaystyle A} contiene {\displaystyle S} se e solo se {\displaystyle A} contiene {\displaystyle \mathrm {cl} (S).}

Talvolta la seconda o la terza proprietà sono prese come definizione della chiusura topologica.
In uno spazio numerabile di primo tipo (come uno spazio metrico), {\displaystyle \mathrm {cl} (S)} è l'insieme di tutti i limiti di tutte le sequenze convergenti di punti in {\displaystyle S}. Per uno spazio topologico generico, questa affermazione rimane vera se si sostituisce "sequenza" con "rete".
Si osservi che queste proprietà sono soddisfatte anche se "chiusura", "intersezione", "contiene/contenente", "più piccolo" e "chiuso" sono sostituite con "interno", "unione", "contenuto in", "più grande", e "aperto". Per maggiori informazioni in materia, si veda operatore di chiusura più avanti.

## Esempi
- In ogni spazio, la chiusura dell'insieme vuoto è l'insieme vuoto.
- In ogni spazio {\displaystyle X}, si ha {\displaystyle \mathrm {cl} (X)=X.}
- Se {\displaystyle X} è lo spazio euclideo {\displaystyle \mathbb {R} } dei numeri reali, allora {\displaystyle \mathrm {cl} ((0,1))=[0,1].}
- Se {\displaystyle X} è lo spazio euclideo {\displaystyle \mathbb {R} }, allora la chiusura dell'insieme {\displaystyle \mathbb {Q} } dei numeri razionali è l'intero spazio {\displaystyle \mathbb {R} }. Diciamo che {\displaystyle \mathbb {Q} } è denso in {\displaystyle \mathbb {R} .}
- Se {\displaystyle X} è il piano complesso {\displaystyle \mathbb {C} =\mathbb {R} ^{2},} allora {\displaystyle \mathrm {cl} (\{z\in \mathbb {C} :|z|>1\})=\{z\in \mathbb {C} :|z|\geq 1\}.}
- Se {\displaystyle S} è un sottoinsieme finito di uno spazio euclideo, allora {\displaystyle \mathrm {cl} (S)=S.} (Per uno spazio topologico generico, questa proprietà è equivalente all'assioma T1.)

Sull'insieme dei numeri reali si possono porre altre topologie oltre a quella standard.
- Se {\displaystyle X=\mathbb {R} }, dove {\displaystyle \mathbb {R} } ha la topologia del limite inferiore, allora {\displaystyle \mathrm {cl} ((0,1))=[0,1].}
- Se si considera su {\displaystyle \mathbb {R} } la topologia nella quale ogni insieme è aperto (chiuso), allora {\displaystyle \mathrm {cl} ((0,1))=(0,1).}
- Se si considera su {\displaystyle \mathbb {R} } la topologia nella quale gli unici insiemi aperti (chiusi) sono l'insieme vuoto e {\displaystyle \mathbb {R} } stesso, allora {\displaystyle \mathrm {cl} ((0,1))=\mathbb {R} .}

Questi esempi mostrano che la chiusura di un insieme dipende dalla topologia dello spazio sottostante. Gli ultimi due esempi sono casi particolari dei seguenti.
- In ogni spazio discreto, dal momento che ogni spazio è aperto (chiuso), ogni insieme è uguale alla sua chiusura.
- In ogni spazio banale {\displaystyle X}, dal momento che gli unici insiemi aperti (chiusi) sono l'insieme vuoto e {\displaystyle X} stesso, abbiamo che la chiusura dell'insieme vuoto è l'insieme vuoto, e per ogni sottoinsieme non vuoto {\displaystyle A} di {\displaystyle X}, {\displaystyle \mathrm {cl} (A)=X.} In altre parole, ogni insieme non vuoto in uno spazio banale è denso.

La chiusura di un insieme dipende anche dallo spazio nel quale stiamo prendendo la chiusura. Ad esempio, se {\displaystyle X} è l'insieme dei numeri razionali, con l'usuale topologia di sottospazio indotta dallo spazio euclideo {\displaystyle \mathbb {R} }, e se {\displaystyle S=\{q\in \mathbb {Q} :q^{2}>2\},} allora {\displaystyle S} è chiuso in {\displaystyle \mathbb {Q} }, e la chiusura di {\displaystyle S} in {\displaystyle \mathbb {Q} } è {\displaystyle S}; tuttavia, la chiusura di {\displaystyle S} nello spazio euclideo {\displaystyle \mathbb {R} } è l'insieme di tutti i numeri reali maggiori o uguali a {\displaystyle {\sqrt {2}}}.

## Operatore di chiusura
L'operatore di chiusura {\displaystyle ^{-}} è il duale dell'operatore di parte interna {\displaystyle ^{\circ }}, nel senso che
{\displaystyle S^{-}=X\setminus (X\setminus S)^{\circ }}
e anche
{\displaystyle S^{\circ }=X\setminus (X\setminus S)^{-},}
dove {\displaystyle X} indica lo spazio topologico contenente {\displaystyle S} e il simbolo {\displaystyle \setminus } indica il complemento di un insieme.
Quindi, la teoria astratta degli operatori di chiusura e gli assiomi di chiusura di Kuratowski possono essere facilmente tradotti nel linguaggio degli operatori di interno, sostituendo gli insiemi con i loro complementi.

## Risultati sulla chiusura
L'insieme {\displaystyle S} è chiuso se e solo se {\displaystyle \mathrm {cl} (S)=S}. In particolare, la chiusura dell'insieme vuoto è l'insieme vuoto, e la chiusura di {\displaystyle X} stesso è {\displaystyle X}. La chiusura di una intersezione di insiemi è sempre un sottoinsieme di (ma non deve essere uguale a) l'intersezione delle chiusure degli insiemi. Nel caso di una unione di un numero finito di insiemi, la chiusura dell'unione e l'unione delle chiusure sono uguali; l'unione di zero insiemi è l'insieme vuoto, e così questa affermazione contiene l'affermazione precedente sulla chiusura dell'insieme vuoto come caso particolare. La chiusura dell'unione di un numero infinito di insiemi non deve essere uguale all'unione delle chiusure, ma contiene sempre come sottoinsieme l'unione delle chiusure.
Se {\displaystyle A} è un sottospazio di {\displaystyle X} contenente {\displaystyle S}, allora la chiusura di {\displaystyle S} calcolata in {\displaystyle A} è uguale all'intersezione di {\displaystyle A} con la chiusura di {\displaystyle S} calcolata in {\displaystyle X}: {\displaystyle \mathrm {cl} _{A}(S)=A\cap \mathrm {cl} _{X}(S)}. In particolare, {\displaystyle S} è denso in {\displaystyle A} se e solo se {\displaystyle A} è un sottoinsieme di {\displaystyle \mathrm {cl} _{X}(S)}.